# Tournevis testeur
 (avril 2012).
Si vous disposez d'ouvrages ou d'articles de référence ou si vous connaissez des sites web de qualité traitant du thème abordé ici, merci de compléter l'article en donnant les références utiles à sa vérifiabilité et en les liant à la section « Notes et références ».
Un tournevis testeur est un tournevis contenant un dispositif permettant théoriquement de vérifier si un contact électrique est sous tension, mais ce, dans certaines conditions qui, à notre époque (2019), ne satisfont plus aux règles de sécurité réglementaires en vigueur (norme NF C18-510).
IMPORTANT : Ce type d'objet, donnant une information d'absence de courant fausse dans certains cas et donc un danger d'électrisation, est interdit en usage professionnel et ne devrait plus être utilisé par le grand public, au profit d'instruments réellement plus sûr : les détecteurs ou vérificateurs d'absence de tension sans contact ( DAT ou VAT).

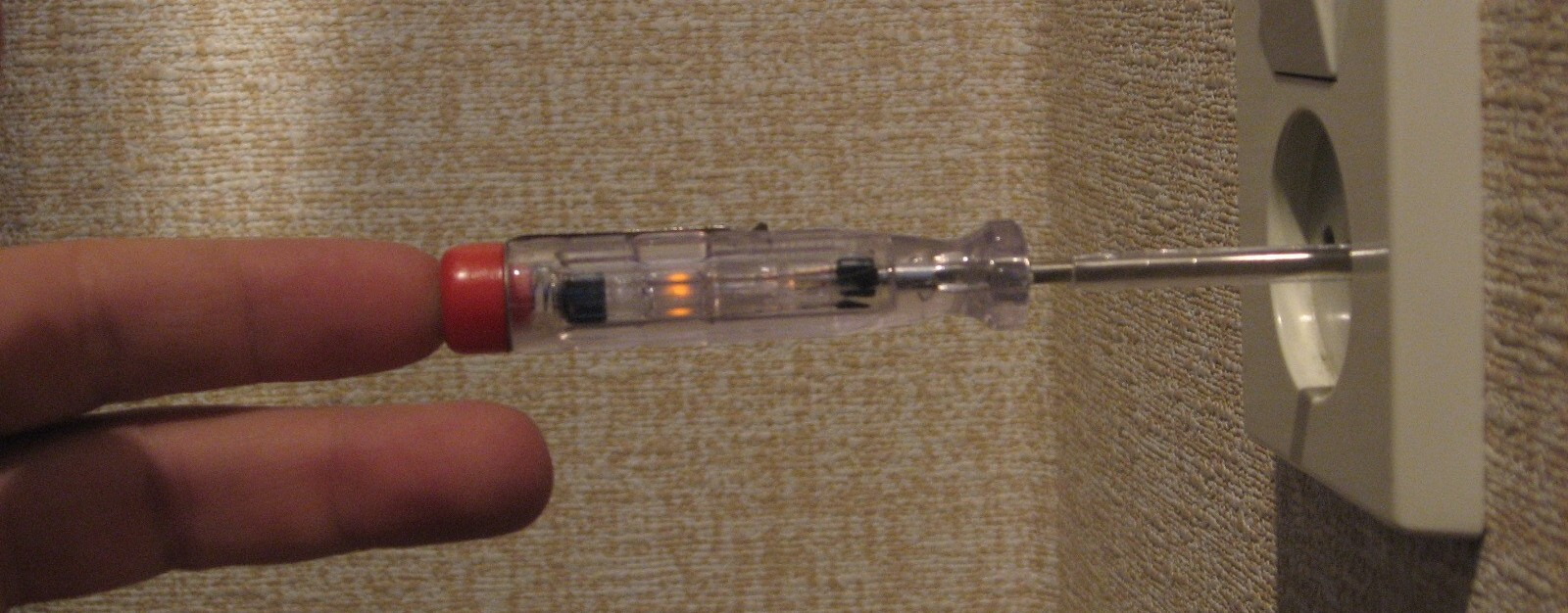
L'opérateur touche l'embout du tournevis pour fermer le circuit electrique.

## Description
Le manche du tournevis contient une ampoule au néon en série avec une forte résistance électrique et un contact électrique permettant que l'utilisateur serve de retour à la terre . Ceci devrait permettre le fonctionnement, sans mettre l'opérateur en danger, à condition que 
- le néon et la résistance soient en bon état et que la tension testée soit inférieure au maximum admissible par le tournevis.
- une mise à la terre suffisante de l'opérateur pour que l’ampoule puisse s'allumer quand la pointe est en contact avec une phase du réseau de distribution électrique domestique.

## Alternative réglementée

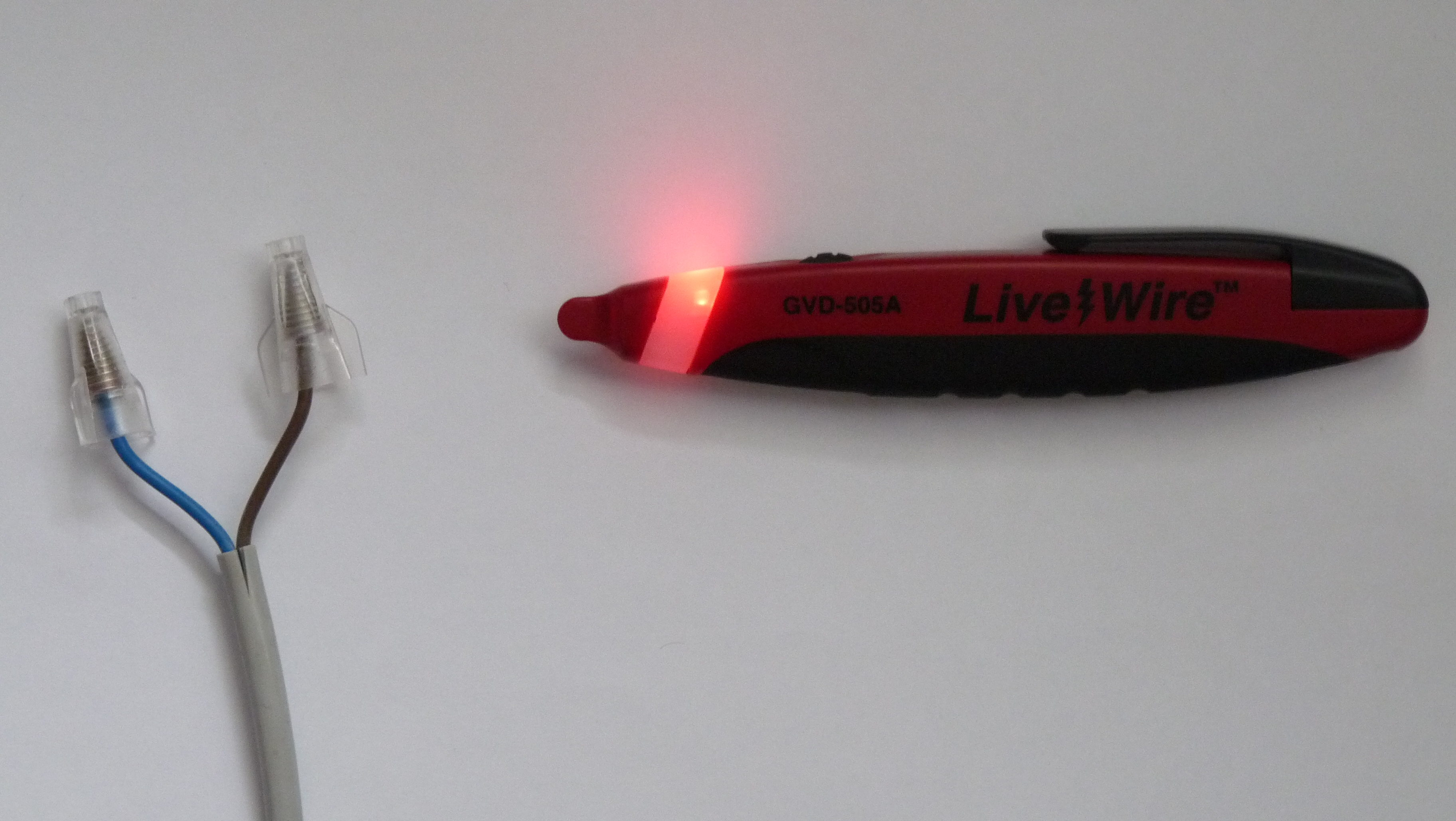
Vérificateur d'absence de tension sans contact.

En France, l'utilisation de tournevis testeurs est considérée comme dangereuse et est maintenant interdite (du moins dans le domaine professionnel), pour les raisons suivantes :
- il ne s'allume pas sur un neutre (ou une faible tension) ce qui peut laisser croire à l'utilisateur inexpérimenté que le circuit testé est hors tension ;
- il peut mettre l'utilisateur en danger en cas de défectuosité du tournevis ou si la tension du conducteur testé est nettement plus élevée que celle pour laquelle le tournevis est prévu.

Son usage est partiellement remplacé par celui du « vérificateur d'absence de tension sans contact » ne nécessitant pas de contact direct avec les conducteurs en détectant, à faible distance, la présence d'un champ électrique.